# Нормативна етика у медицини
Нормативна етика у медицини или медицинска етика у пракси, или практична етика, једна је од области етике која настоји да образложи све норме исправног, доброг, правилног поступања медицинског особља у свакодневном животу и раду. Заправо ова област етике (практичне етике) покушава да у пракси дефинише и пропише, „добро поступање“ у одређеним професијама или у појединим областима живота, или у посебним друштвеним групама. Тако су се поред  етика здравствених радника формирале и посебне области етике као што су: етика новинара, етика правника, војна етика и многе друге.
Са развојем науке и технологије уводе се и нове методе рада у здравству. Уређаји потискују лекаре, а они све више од њих траже да им они дају резултате, и тиме се удаљавају од личности пацијента. Тако је настао веома опасan феномен данашњице – дехуманизација друштва, а тиме и медицине, и непоштовање општељудских и моралних вредности.  Интернет омогућава пацијентима да буду широко информисани, што додатно обавезује лекаре да се стално усавршавају. Али само знање, без савести је неетичко и опасно. Савест без знања је бескорисна. Дакле, основни услови за рад у овој професији су знање, исправно, добро и правилно поступања медицинског особља у свакодневном животу и раду.

## Историја
Хипократ са Коса (460-377. п. н. е.) сматра се једном од најистакнутијих личности у медицини свих времена и зачетником исправног, доброг и правилног поступања медицинског особља. Хипократ је инсистирао да лекар мора да зна у каквим условима пацијент живи и да се према њему треба савесно опходити. Тако је постао значајан и по томе што је оставио први писани запис о дужностима лекара – текст познат као Хипократова заклетва.
Хипократова заклетва садржи етичке принципе од трајне вредности за медицину, због чега је и данас актуелна. То су принцип чинити добро а не штетити пацијенту, принцип правде, принцип поштовања живота и принцип поштовања личности пацијента. Хипократ је интуитивно видео да су ови принципи од суштинског значаја за медицину и да чине основу медицинске етике. Разрађујући их, изнео је обавезе лекара да се посвете и савесно залажу за добробит пацијента, да воде рачуна да му не нанесу штету и неправду како лечењем тако и целокупним својим понашањем. То укључује обавезу строгог чувања лекарске тајне, као и дужност лекара да одређене терапијске процедуре препусти оним лекарима који их боље изводе. Лекар се даље обавезује да због свог поштовања према животу и његове дужности да га заштити, никада неће дати пацијенту смртоносни лек или сугестију или савет у вези с тим, чак и ако пацијент то од њега тражи. Исто важи и за абортус. На крају, лекар се обавезује да поштује своје наставнике и преноси знање на своје ученике.
Већина принципа савремене медицинске етике произилази из ових основних етичких правила понашања или представља њихову даљу разраду.

## Предуслови
Етика је од изузетног значаја за медицину, због специфичности њеног позива. Специфичност произилази, пре свега, из чињенице да се медицина бави људским животом и здрављем, што, само по себи, носи велику одговорност. Специфични су и односи који се успостављају између медицинских радника и пацијената. У овом односу пацијент је у подређеном и зависном положају, што ствара предуслове за његово злостављање. Због природе посла тешко је успоставити спољни надзор или контролу како би се ове злоупотребе спречиле. Ово заузврат наглашава важност интерног надзора и контроле уз помоћ медицинске етике. Медицинска етика сензибилизира медицинске раднике за проблеме етичке природе и помаже им да их препознају и реше.
Предуслови нормативног етичког понашања су:
Осећања
Поред свести, осећања су битан предуслов и за етичко понашање медицинског радника. Осећања садрже и појмове симпатија и саосећања. Ови квалитет морају да постоји код здравствених радника као услов за правилан исход лечења или мотива или грегарног нагона, који указује да исконски човек тежи да буде здрав и што дуже живи.
Нада
Фундаментални основ будуће моралности, односно њеног развоја и пожељног етичког понашања сваког здравственог радника је нада. Наду у оздрављење као појам и осећање лекар мора да уграђује код свог пацијента, већ у најранијем контакту са њим. Нада се у зрелим годинама све више трансформише и у веровање у успешан исход третмана.
Љубав
Појам љубав, схваћен као врло широка емоција, има улогу у развоју морала, али и у моралном поступању здравственог радника према пацијенту. Појам љубав не подразумева само одређену емоционалну везу у односу на другу особу или објекат него и могућност за практичну заједничку сарадњу са онима који се лече. Спиноза љубав дефинише као представу о одређеној особи праћену емоцијама
и радошћу.
Воља
Воља подразумева акцију човекове свести. Постојање морала и остварење етичког понашања без воље није могуће замислити. Воља подразумева усмерено, мотивисано, намерно понашање и намерно човеково деловање. Вољни поступци су циљеви које здравствени радник поставља себи водећи рачуна о начину и средствима употребљеним у медицинској пракси за њихово остварење. 
Вољни акт је остварење свесно постављеног циља а да би се он остварио, увек стоји на располагању више метода нпр. дијагностичких, терапијских итд, те се у сваком појединачном вољном акту лекар врши избор. 
Воља подразумева и енергију свесног „Ја“. Лекар јаке воље брзо приступа реализацији постављеног циља заснованог на мотивима и тако се лишава дилеме и могућег настанка интрапсихичког конфликта у свом интрапсихичком, у ситуацији постојања више истовремених, а супротстављених мотива. Медицински радник који се дуго колеба и у недоумици је избора начина и метода лечења за реализацију свесно постављеног циља није ефикасан у свакодневној пракси.

## Основне поставке
Етика у медицинској пракси настоји да квалификује поступке медицинског особља као морално добре или морално рђаве, по критеријумима и упоређивањем.
Критеријуми на којима се она заснива су норме и правила медицинске струке које прихвата заједница и представљају моделе и правила којих појединац треба да се придржава.
Практична етика по општетеоретским принципима етике
По овим принципима етике сматра се да добро оно што производи највећу срећу и здравствено благостање за највећи могући број људи у датој заједници.
Друга полазишта медицинских етичара су да је морално добар онај појединац који настоји да својим поступцима чини позитиван допринос за одржавање и унапређивање заједничких а пре свега здравствених услова егзистенције. Такав појединац своје знање и сву умешност користи у смислу заштите и унапређења здравља и здравствене заштите у целини као једног од заједничких добара у друштву.
Нормативна етика
Се може дефинисати и као етика највишег добра. А највише добро дефинише се као онај циљ који се жели остварити ради самог циља. Остварењем тог циља не постиже се ништа друго, значи сви други циљеви су само средство у односу на тај остварени циљ.
Највише добро
Највише добро (лат. summum bonum) је једно од мерила уз помоћ којега човек одређује шта треба, као разумско биће, да чини, шта је адекватно за његово деловање и шта му приличи. 
| „ | Етика није успела никада да понуди коначан и одговор на питање шта је то највише добро и највиши циљ живота. Етика као филозофска научна дисциплина и данас нуди низ објашњења енигме шта је највиши животни циљ човека, да ли је то срећа и блаженство, или дужности и обавезе, или је то лична, или друштвена корист. | ” |

## Кодификација циљева практичне етике у медицини
Етика у пракси или практична етика, прокламује и јавно формулише - кодификује одређене професионалне обавезе и дужности медицинских радника, кроз писана документа која се називају кодекси. 
Из историје су нам познати бројни кодекси етике здравствених радника. Оваквим кодификовање друштвене организације, професионална удружења здравствених радника и друштво у целини стављају се у позицију да сами себе регулишу. Морална правила и норме унете у кодексе, нису трајне и непроменљиве, временом се кроз праксу оне мењају и дограђују. Кодификовани принципи имају ограничену вредност, важе за оно време за које су донети и за то друштвено уређење. 
| „ | Зато је чак најгенијалнији кодекс од свих, Хипократова заклетва, данас ревидиран у деловима. Због промене услова живота и друштвене организованости настаје потреба да се мењају раније донети и кодификовани етички принципи, што подразумева и оправдава ревизој етичких кодекса. | ” |

Свако кршење кодификованих начела подразумева тј за собом повлачи одговорност унутар професионалне организације, рецимо преко суда части. Санкције подразумевају опомену, јавно жигосање или искључивање из здравстених удружења-организација. Утврђене су и санкције, забране обављања професије или забрана рада са пацијентима за лекаре.
Коначно, морална правила и норме унете у кодексе, нису трајне и непроменљиве, временом се мењају и дограђују. Кодификовани принципи имају ограничену вредност, важе за оно време за које су донети и за то друштвено уређени. Зато је чак најгенијалнији кодекс од свих, Хипократова заклетва, данас ревидиран у деловима. Због промене услова живота и друштвене организованости настаје потреба да се мењају раније донети и кодификовани етички принципи, што подразумева и оправдава ревизије етичких кодекса.